# ATV-amfibi

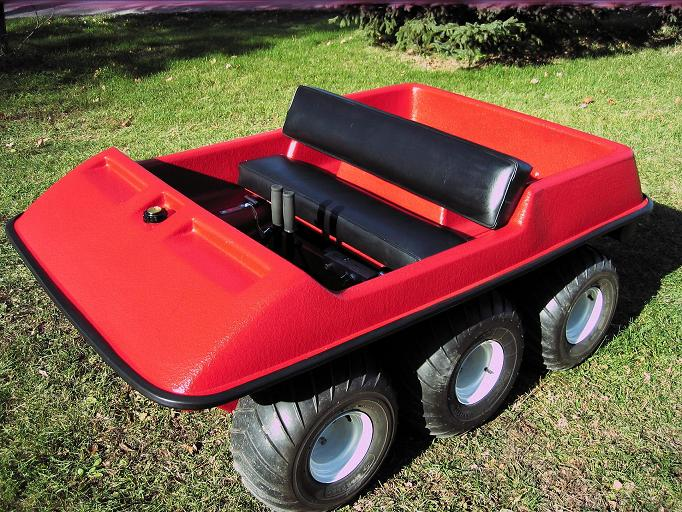
ATV 6x6 amfibi marca Amphicat.

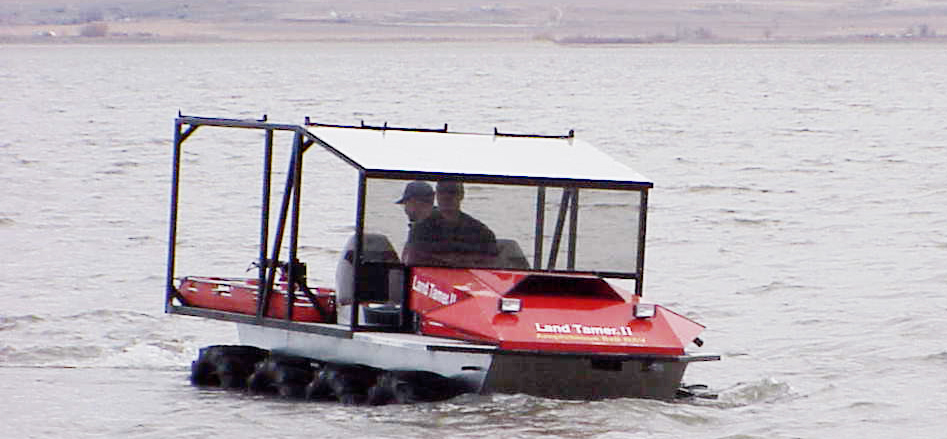
Land Tamer 8x8.

Les expressions “vehicle AATV” (Amphibious All-Terrain Vehicle) o “ATV amfibi” (Vehicle tot terreny amfibi) acostumen a designar una mena de vehicles petits amb 6x6 rodes o 8x8 rodes, equipades amb pneumàtics de molt baixa pressió, sense suspensió ni direcció. La forma d'efectuar els canvis de direcció és actuant sobre la potència i/o la frenada que va a les rodes, de forma similar a la dels vehicles que disposen de dues erugues (com els tancs).
Aquesta manera de canviar de direcció, derrapant, s'anomena “skid steer” en anglès. La majoria dels AATV’s poden girar sobre si mateixos seleccionant que un dels costats vagi endavant i l'altre enrere.

## Descripció
Els vehicles AATV construïts en sèrie, tot i les nombroses variants comercialitzades des del seu origen, comparteixen una sèries de característiques comunes:
- Disposen de 6 rodes (o 8), totes motrius i equipades amb pneumàtics de baixa pressió.
- Les rodes es distribueixen 3 (o 4) a cada banda, una darrere de l'altra i amb els centres de roda (o arbres de transmissió) alineats.
- No disposen de cap altre sistema de suspensió que el que ofereixen els propis pneumàtics.
- El cos del vehicle està format per dues meitats de material resistent (termoplàstic ; resines sintètiques armades amb fibres de vidre o materials compostos similars). La part inferior adopta una forma semblant a una banyera (amb extensions a la part de dalt). La part superior cobreix la part inferior i conforma la part destinada a pilot i passatgers; allotjant els seients i fent de parafang a les rodes.
  - Les dues parts es poden desmuntar amb facilitat. Amb el vehicle en estat de marxa estan unides de forma estanca.
- Els sis (o 8) arbres de transmissió travessen la “banyera” passant pel mig de dispositius estancs amb juntes apropiades.

## Història

### Antecedents
L'any 1953 es va concedir una patent americana per a un tractor amb sis rodes motrius. Es tractava d'un vehicle pesant, complex i (presumiblement) car de fabricar. Segons els croquis de la patent semblava destinat a un ús industrial, com a tractor amb capacitats de marxa tot-terreny.

### El primer ATV
L'any 1961 fou comercialitzat el primer vehicle ATV: el Jiger.
El canadenc John Gower-Rempel tenia la idea per a un vehicle lleuger i senzill amb sis rodes motrius. Es va associar amb l'enginyer suís Fred Rohrer i junts dissenyaren el que fou, aleshores, el primer ATV, ara anomenat AATV. L'objectiu original, i origen del nom JiGer, era fabricar un vehicle per a anar per tot arreu (“Go anywhere vehicle").
A més de les 6 rodes motrius de baixa pressió, el concepte incloïa la capacitat de portar dues persones per terra i per aigua, mitjançant un conjunt estanc i de gran flotació (ajudat pel volum de les 6 rodes).
El primer prototipus va estar llest el 1960. El movien dos motors de 2 temps de serra mecànica. Un motor per a cada costat. Dues tiges de control permetien dirigir el vehicle, jugant amb la potència transmesa a cada banda. La primera "carrosseria" era artesanal, feta a base de filat i massilla. Amb el projecte de construir el cos de fibra de vidre si el projecte tirava endavant.
Descartats els primers pneumàtics provats (Firestone Terra), s'instal·laren unes gomes de disseny propi (projectades per a una pressió de 2 psi, podien inflar-se bufant !!) i l'invent va funcionar.
Pesava menys de 200 lliures i tot anava prou bé.
Les primeres unitats venudes es fabricaren sota comanda prèvia. Foren 29 unitats en total. L'acollida de la crítica fou molt bona, tal com calia esperar de les capacitats d'aquell ATV, i la presentació favorable en algunes revistes especialitzades va fer disparar la demanda.Video curt de demostració: ATV Jiger 

L'any 1965 les unitats fabricades eren 1.900.

### Amphicat
La companyia canadenca el va fabricar des del 1968, pel cap baix.
L'any 1970 l'Amphicat es fabricava a Ontario per Beehoo Industries Ltd i per Mobility Industries Inc als Estats Units. Segons la revista ATV World, en aquella època hi havia més Amphicats al món que la suma de tota la resta de fabricants. La demanda era molt més alta que la capacitat de producció. El llançament del model B7, amb una carrosseria de plàstic ABS, i una nova fàbrica va incrementar la producció. Se’n vengueren més de 10.000 unitats. El model B9, amb un xassís de xapa d'acer estampada, disposava d'algunes opcions interessants: remolc, pletina per a muntar un motor de foraborda, remolc de transport (per al B9 i el seu remolc, si calia), parabrisa i instruments addicionals.

### El boom de 1970
L'any 1969 es fabricaren menys de 11.000 ATVs.
La revista Field & Stream (agost 1970) editava un article sobre la gran expansió dels ATV’s (actualment AATV’s): “All Terrain Vehicles In the 70’s” de Bob Behme. L'article expressava el boom de models i fabricants que havien sortit en qüestió de mesos i augurava un futur interessant a aquells min-vehicles amfibis i tot-terreny.
Pel que fa a temes tècnics, l'article esmentat feia un bon resum de les característiques generals (motors, transmissió, sistemes de comandament, ... etc) i oferia més de 40 fotografies de vehicles concrets.

### Transmissió T-20
L'any 1969 Borg Warner va presentat la patent d'un “mecanisme de transmissió” (“Transmission mechanism”) especialment indicat per a vehicles ATV. La sol·licitud fou aprovada l'any 1971 i seria usada per moltes fàbriques en milers d'unitats fabricades.

#### Funcionament
La transmissió T-20 reb la potència del motor (un únic motor) en l'arbre d'entrada i té dos arbres de sortida accionats per dos sistemes d'engranatges planetaris. Les marxes possibles són: endavant, punt neutre i endarrere.
El sistema incorpora 2 mecanismes de fregament interns (1 per a cada arbre de sortida) que serveixen per a seleccionar la marxa desitjada i també per a frenar.
El comandament s'efectua a partir de dues manetes o tiges que permeten seleccionar la marxa desitjada. Les mateixes manetes serveixen per a frenar.

### Artés de Arcos

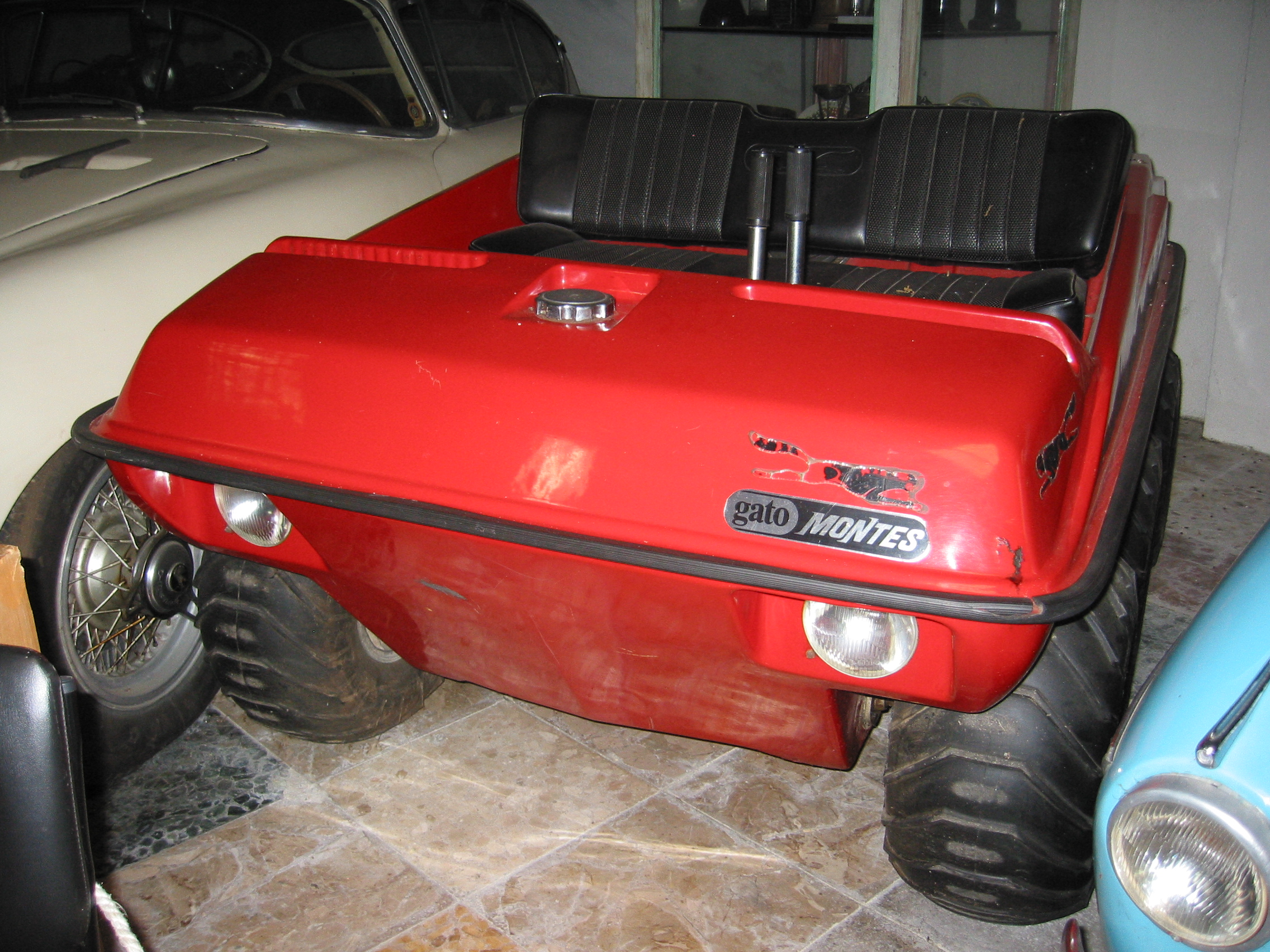
ATV 6x6 Artés Gato Montés. 1971.

L'any 1971 es va presentat al Saló de l'Automòbil de Barcelona un ATV amfibi de disseny i fabricació nacional. Es va anomenar "Gato Montés". Era molt lleuger i tenia un comportament excel·lent.

### Altres marques clàssiques
En els anys 70, després de la gran expansió del mercat, hi havia més de 70 fabricants de vehicles 6x6 amfibis. Des de models gairebé artesanals fins a fàbriques importants que produïen gran nombre d'unitats.
Algunes de les marques són les següents:
- 1969. Attex.[16]
- Sidewinder 6x6.[17]
- Terra Tiger.[18]
- 1963. Penguin 4x2.[19][20]
- Starcraft.[21]
- Sears Sporter.[22]
- Wedge.[23]
- Chaparral.[24]
- Coot. Només amb 4 rodes però amb un xassís articulat.[25]

### Arribada dels tricicles ATV

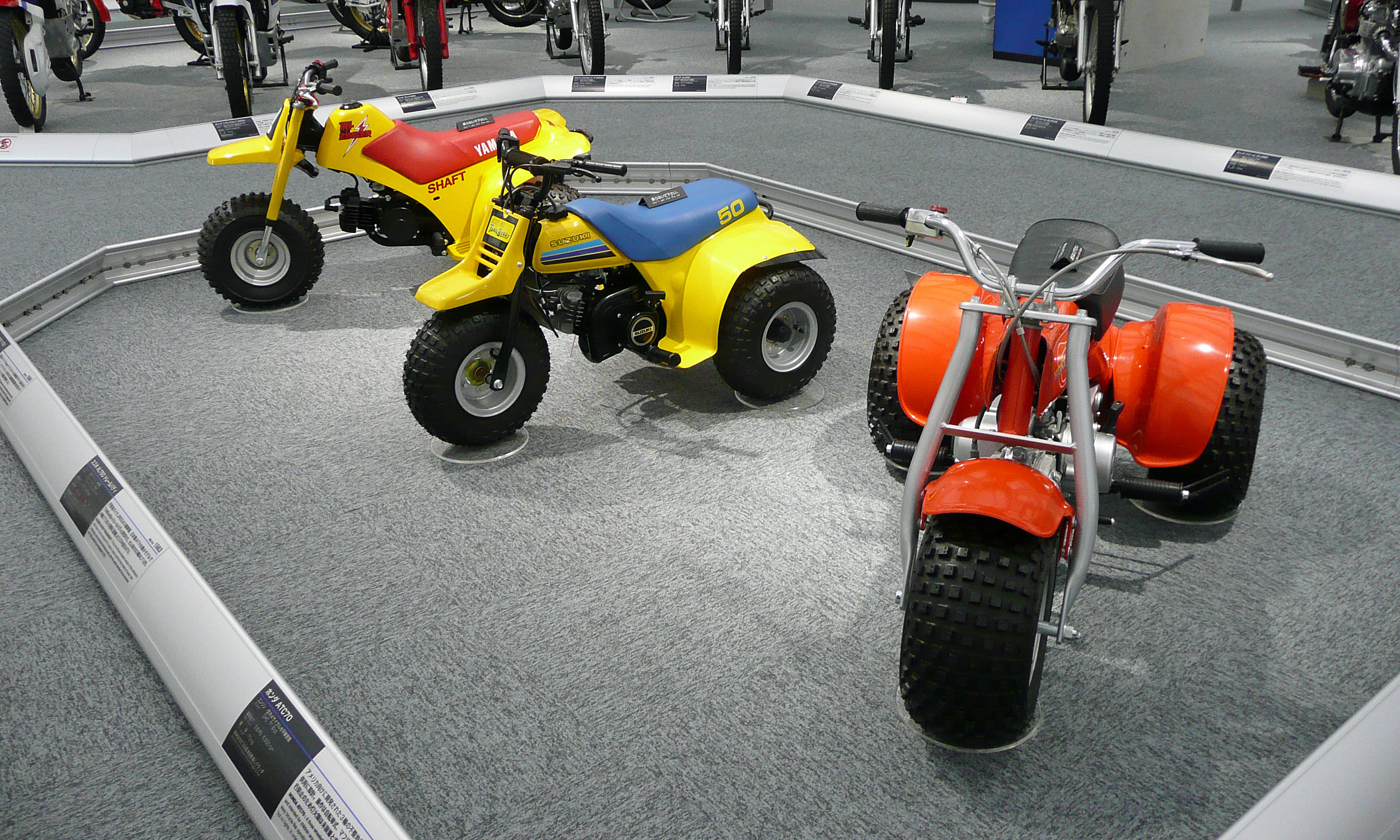
Tricicles Honda ATC70, Suzuki ALT50 Trailbuddy i Yamaha Tri-Zinger YT60.

El primer tricicle ATV aparegué el 1967, dissenyat per John Plessinger i anomenat Tricart.
L'any següent Plessinger va vendre les patents a Sperry-Rand New Holland, companyia que va fabricar I comercialitzà el tricicle. També hi havia altres petits fabricants americans que feien tricicles.
L'any 1970 va entrar Honda al mercat dels ATV’s amb el model Honda US90 (més tard ATC90). Es tractava d'un tricicle sense suspensió, amb pneumàtics de baixa pressió, inspirats en els ATV 6x6, i un motor de set CV (amb caixa de 4 velocitats i embragatge automàtic). El preu de venda d'uns 600 dòlars americans el feia entrar en competència directa amb els 6x6, la majoria dels quals costava més de 1.000 dòlars.
Els tricicles tot-terreny i altres vehicles només per a ús en terra acabaren per usurpar el nom de ATV i calgué designar els amfibis amb les sigles AATV, per a distingir-los dels terrestres.

### Crisi de 1973
La crisi del petroli del 1973 va assestar un cop mortal a molts petits fabricants de AATV. La majoria de marques desaparegueren.

## Marques actuals
- ARGO.[28][29]

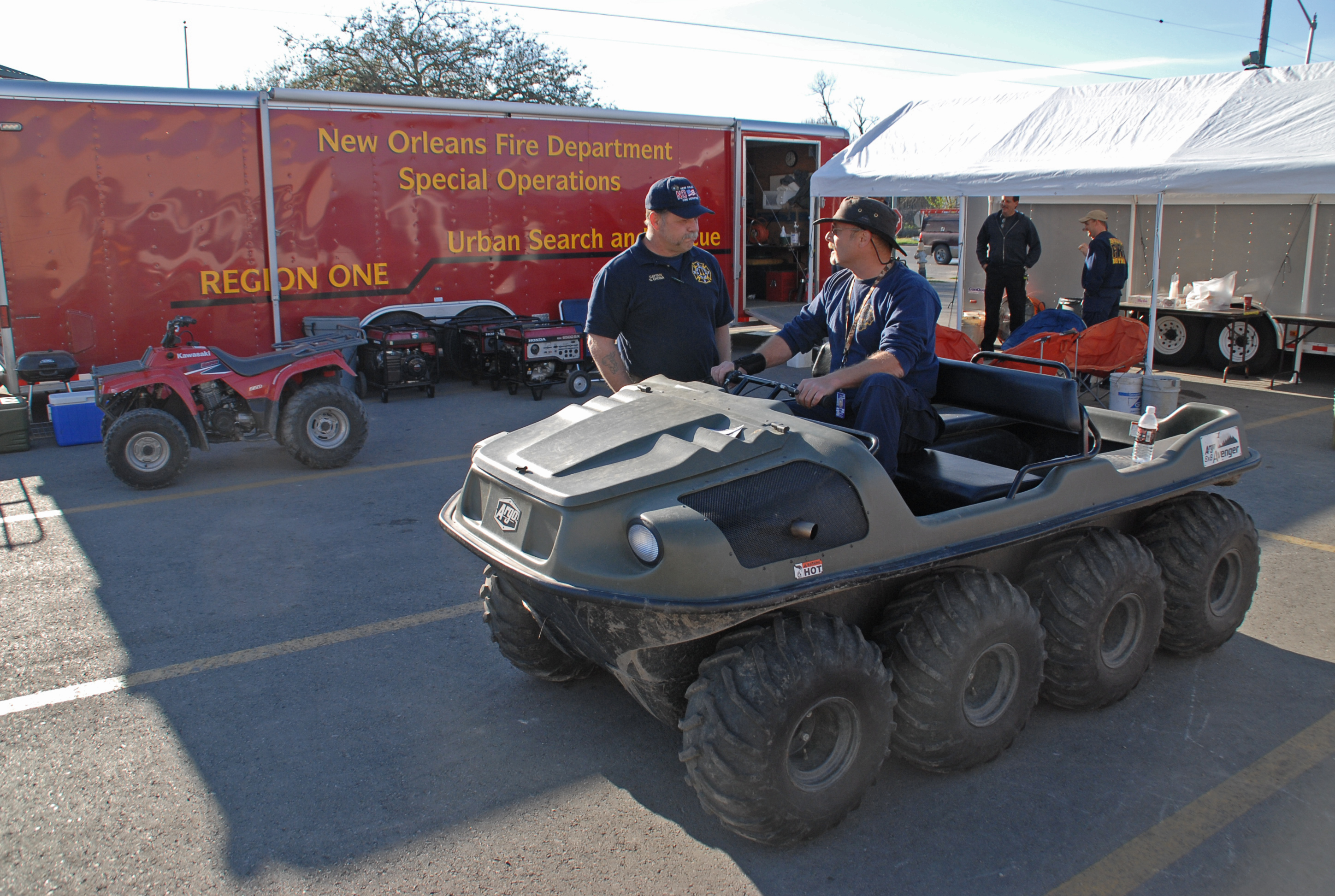
Argo 8x8.

- HydroTraxx. AATV amb transmissió hidroestàtica.[30]
- Land Tamer.[31]
- Max.[32]
- Mudd-Ox.[33]
- Terra-Jet.[34]
- Wild-Panther[35]
- Xibeihu.[36]
- Sherp. 4x4 rodes de 1.600 mm.[37]